# アブノーマル・ソフトウェア・スタジオ
アブノーマル・ソフトウェア・スタジオ（A.S.S.）は、日本のアダルトゲームのブランドである。ビジュアルアーツのパートナーブランドのひとつ。

## 作品一覧
- 2006年6月30日 - 肛内侵襲 ～姉妹女医恥辱の医療記録（カルテ）
- 2007年3月23日 - 陵辱マニアックス　~牝奴隷たちの淫夜~
- 2008年2月29日 - オッパイたっぷん熟れ2ホディ 保健のせんせ×2 えっちの悩みにこたえてあげる いっぱい出してね ~精液過剰編~